# Hans Elsässer
Hans Friedrich Elsässer (* 29. März 1929 in Aalen; † 10. Juni 2003 in Heidelberg) war ein deutscher Astronom und Gründungsdirektor des Max-Planck-Instituts für Astronomie in Heidelberg.

## Leben
Elsässer studierte von 1948 bis 1953 Astronomie, Physik und Mathematik an der Universität Tübingen, wo er 1953 promoviert und 1959 habilitiert wurde. Von 1953 bis 1955 arbeitete er an der Forschungsstätte auf dem Schweizer Jungfraujoch und am Boyden Observatory in Bloemfontein in Südafrika. Von 1955 bis 1956 war Elsässer bei Sichtexpeditionen der ESO in Südafrika. Anschließend war er wissenschaftlicher Assistent zuerst in Tübingen, dann an der Universitätssternwarte in Göttingen. 1962 wurde er ordentlicher Professor für Astronomie an der Universität Heidelberg. Ferner war er bis 1975 Leiter der Landessternwarte Heidelberg-Königstuhl.
Er gründete 1962 zusammen mit Karl Schaifers und Rudolf Kühn die Zeitschrift Sterne und Weltraum und blieb bis zu seinem Tod Mitherausgeber.
In den 1960er-Jahren waren Teleskope Mangelware in Deutschland. Elsässer kümmerte sich intensiv um den Abbau dieses Mangels. 1968 war Elsässer Gründungsdirektor des Max-Planck-Instituts für Astronomie (MPIA) in Heidelberg, nachdem er seit 1964 mit der Max-Planck-Gesellschaft in Kontakt war. Elsässer blieb bis 1994 Geschäftsführender Direktor des MPI. 1997 wurde er emeritiert. Im Jahr 1983 wurde er zum Mitglied der Gelehrtenakademie Leopoldina gewählt. Seit 1972 war er ordentliches Mitglied der Heidelberger Akademie der Wissenschaften.
Elsässer führte diverse Raketen- und Ballonexperimente durch, die für die erfolgreiche Durchführung der Projekte Helios A und B sowie Infrared Space Observatory (ISO) notwendig waren. Er arbeitete ferner an den Themen interstellare Materie, Sternentstehung, aktive Galaxien und großräumige Strukturen im Kosmos.
In Würdigung seiner Leistungen wurde der Asteroid (4385) Elsässer nach ihm benannt.

## Schriften
- mit Helmut Scheffler: Physik der Sterne und der Sonne, BI 1982
- mit Helmut Scheffler: Bau und Physik der Galaxis, BI, 1982
  - Englische Übersetzung: Physics of the galaxy and interstellar matter, Springer 1987